# Mark-35 (торпеда)
Mark-35 (Mk-35) — первая торпеда ВМС США с активным самонаведением. Использовалась в ВМС США начиная с 1949 года, но уже к 1960-м годам была признана устаревшей.

## История
Торпеда создана в 1944 году фирмой «Дженерал Электрик» на основе технологий, разработанных при конструировании торпед с пассивным самонаведением Mk 24, Mk 32, Mk 33. Первоначально проектировалась как универсальная (авиационного, надводного и подводного базирования), однако в окончательном варианте для упрощения конструкции требование пуска с самолётов было аннулировано.
Всего подразделением Авиационных и артиллерийских систем (Aeronautical and Ordnance Systems Div.) фирмы «Дженерал Электрик» в 1949—1952 годах было произведено около 400 торпед этого типа, однако в 1960 году они были сняты с вооружения и заменены торпедой Mk 37.

## Описание
Торпеда приводилась в движение электродвигателем, работавшим от батареи гальванических элементов, которыая при пуске активизировалась заполнением забортной водой. С одинаковым успехом батарея работала и на пресной, и на солёной воде. Пластины из хлорида серебра и магния были изолированы друг от друга стеклянными гранулами. Работа хлорсеребряно-магниевых элементов основана на электрохимической реакции восстановления металлического серебра из хлорида. В исходном состоянии батарея обладала малой массой и не требовала технического обслуживания.
По сравнению с двигателями внутреннего сгорания (ДВС), электрический привод торпеды обладал следующими существенными преимуществами:
- не было необходимости размещать внутри торпеды ёмкости с топливом и окислителем;
- торпеда не демаскировала себя выхлопными газами;
- скорость и дальность хода торпеды не зависели от глубины, в отличие от торпед с ДВС, эффективность которых снижалась из-за давления забортной воды.

Главным недостатком электрических торпед была высокая стоимость серебряных пластин элементов.
Вращение ротора электродвигателя через коробку передач передавалось на два противоположно вращающихся винта. Чтобы компенсировать небольшие различия в скорости вращения винтов, центр тяжести торпеды был смещён вниз относительно центра плавучести. Возникающий за счёт этого центробежный момент компенсировался небольшим различием в площади верхнего и нижнего горизонтальных рулей. Такая конструкция позволила отказаться от специальной системы стабилизации угла крена, что упростило и удешевило систему управления и снизило вес торпеды.
Для ориентации в пространстве торпеда была оснащена гироскопическим компасом.
С системой управления стрельбой торпеда была связана 25-мм кабелем, который срезался при выходе торпеды из торпедного аппарата.
При пуске торпеды система управления стрельбой задавала курс, дальность и глубину, по которым торпеда выходила в район поиска. В районе поиска включалась система самонаведения (активная или пассивная, в зависимости от установок), и торпеда начинала совершать специальные манёвры (изменение курса вправо-влево и качание акустического луча в вертикальной плоскости) для обнаружения акустического сигнала вероятной цели. Принимались специальные меры для предотвращения наведения торпеды на «свой» корабль. Акустический луч торпеды был стабилизирован в горизонтальной плоскости, что минимизировало вероятность ошибочной атаки надводной цели.
Боевой модуль Mk 35 Mod 2 или 3 содержал 122 кг взрывчатки типа HBX. Он приводился в действие контактным взрывателем Mk 19 Mod 3.

## Испытания
В первые послевоенные годы торпеда Mk 35 успешно испытывалась в стрельбе по неподвижным целям, а также по подводной мишени SS-299 Manta. В процессе испытаний обнаружилась нестыковка торпеды с новой системой управления стрельбой Mk 102. Последняя передавала управляющие сигналы в виде переменного тока, тогда как торпеда была рассчитана на постоянный. В результате было принято решение унифицировать управляющие сигналы в новой модификации торпеды, обозначенной Mk 35 Mod 2. До появления новой модификации торпеды она испытывалась отдельно от системы управления, и результаты испытаний были признаны удовлетворительными.
В начале 1950-х годов были проведены совместные испытания новой гидроакустической станции, системы управления огнём Mk 102 и торпеды Mk 35 Mod 2 в стрельбе по свободно маневрирующей подводной лодке, двигающейся в подводном положении на скорости 9 узлов. Испытания закончились неудачей. Помимо отсутствия опробованной тактики противолодочных сил были выявлены некоторые конструктивные недостатки самой торпеды. Главным недостатком была высокая шумность, благодаря которой подводная лодка могла определить азимут торпеды с самого момента её пуска, по нескольким замерам оценить её курс и предпринять манёвр уклонения. Тем не менее, были зафиксированы попадания торпеды в подводную лодку.
Испытания были отмечены загадочным инцидентом. После пуска торпеды с эсминца DD-837 Sarsfield, сонарами самого эсминца и лодки-мишени SS-299 Manta было зафиксировано попадание в некий неопознанный объект. Предполагается, что торпеда атаковала шпионскую лодку, скрытно проводившую наблюдения за испытаниями.

## На вооружении
После передачи торпеды флоту были выявлены многочисленные случаи несрабатывания электрооборудования торпеды. Выяснилось, что торпеда имела два переключателя готовности, один из которых активизировал торпеду в целом, а второй давал разрешение на срабатывание батареи. Матросы торпедных аппаратов часто забывали включать второй переключатель. В дальнейшем он был исключён из конструкции, и случаи несрабатывания торпеды значительно сократились.
В целом, торпеда Mk 35 не имела на флоте большого успеха. Частично это объясняется новизной техники и недоработками конструкции, частично — неподготовленностью персонала к применению подобного оружия. Торпеда была выпущена в небольших количествах (около 400 штук) и прослужив менее 10 лет, снята с вооружения.
Однако опыт, полученный при разработке и эксплуатации Mk 35, оказался неоценим для разработчиков пришедшей ей на смену торпеды Mk 37, а затем — стандартной торпеды НАТО Mk 44.